# Warszawa Wawer (stacja kolejowa)
Warszawa Wawer – stacja kolejowa PKP PLK obsługiwana przez Koleje Mazowieckie. Jest położona na terenie warszawskiego Wawra przy ulicy Widocznej.
W roku 2022 dzienna wymiana pasażerska na przystanku wyniosła 700−999 osób.
| Przewoźnik         | Linia | Trasa                                                                      |       |
| ------------------ | ----- | -------------------------------------------------------------------------- | ----- |
| SKM Warszawa       | S1    | Otwock – Warszawa Wawer – Warszawa Śródmieście – Pruszków                  | [ 3 ] |
| Koleje Mazowieckie | R7    | Warszawa Zachodnia – Warszawa Śródmieście – Warszawa Wawer – Pilawa/Dęblin | [ 4 ] |

## Opis stacji

### Peron
Stacja składa się z jednego wysokiego peronu wyspowego, z dwiema krawędziami peronowymi. Na środku peronu znajduje się betonowa wiata zadaszająca część peronu. Wiata stanowi także wejście do przejścia podziemnego.

### Budynek stacyjny
Przy ulicy Widocznej 2, znajduje się budynek stacyjny mieszczący niegdyś kasę biletową i poczekalnię. W budynek jest wbudowane wejście do przejścia podziemnego.
Na północnej głowicy peronu znajduje się nastawnia („Wr”) kierująca ruchem na obszarze stacji.

## Dojazd do stacji
Do stacji można dojechać autobusami Zarządu Transportu Miejskiego wysiadając na przystanku PKP Wawer.

## Ruch pasażerski[6]
| Rok  | Wymiana pasażerska na dobę |
| ---- | -------------------------- |
| 2017 | 1200                       |
| 2018 | 1100                       |
| 2019 | 1500                       |
| 2020 | 700-999                    |
| 2021 | 700-999                    |
| 2022 | 700-999                    |
| 2023 | 500-699                    |

## Katastrofa w 1966
W dniu 6 lipca 1966 w pobliżu stacji Warszawa Wawer miała miejsce katastrofa kolejowa. Od strony Otwocka nadjechał sezonowy pociąg pośpieszny nr. 3810 relacji Rzeszów-Ustka prowadzony lokomotywą typu Pt31-21, semafor wskazywał wjazd na tzw. tor zwrotny gdzie dopuszczalna prędkość wynosiła jedynie 40 km/h. Pociąg w tym miejscu jechał z prędkością ok. 90 km/h. Doprowadziło to do wykolejenia składu i spiętrzenia wagonów. Z całego składu jedynie cztery ostatnie wagony pozostały na torze. Ciężko rannych zostało siedemnaście osób, drużyna obsługująca parowóz została dotkliwie poparzona parą wydostającą się z uszkodzonego kotła. Maszynista zmarł w wyniku odniesionych obrażeń podczas transportu do szpitala.

## Galeria

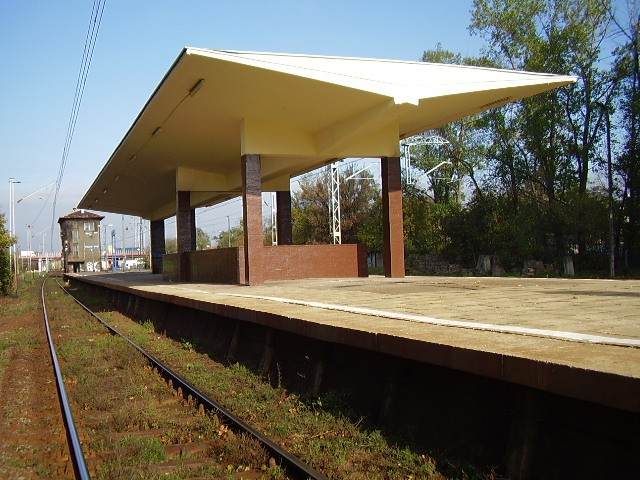
Peron stacji w kierunku Warszawy Wschodniej
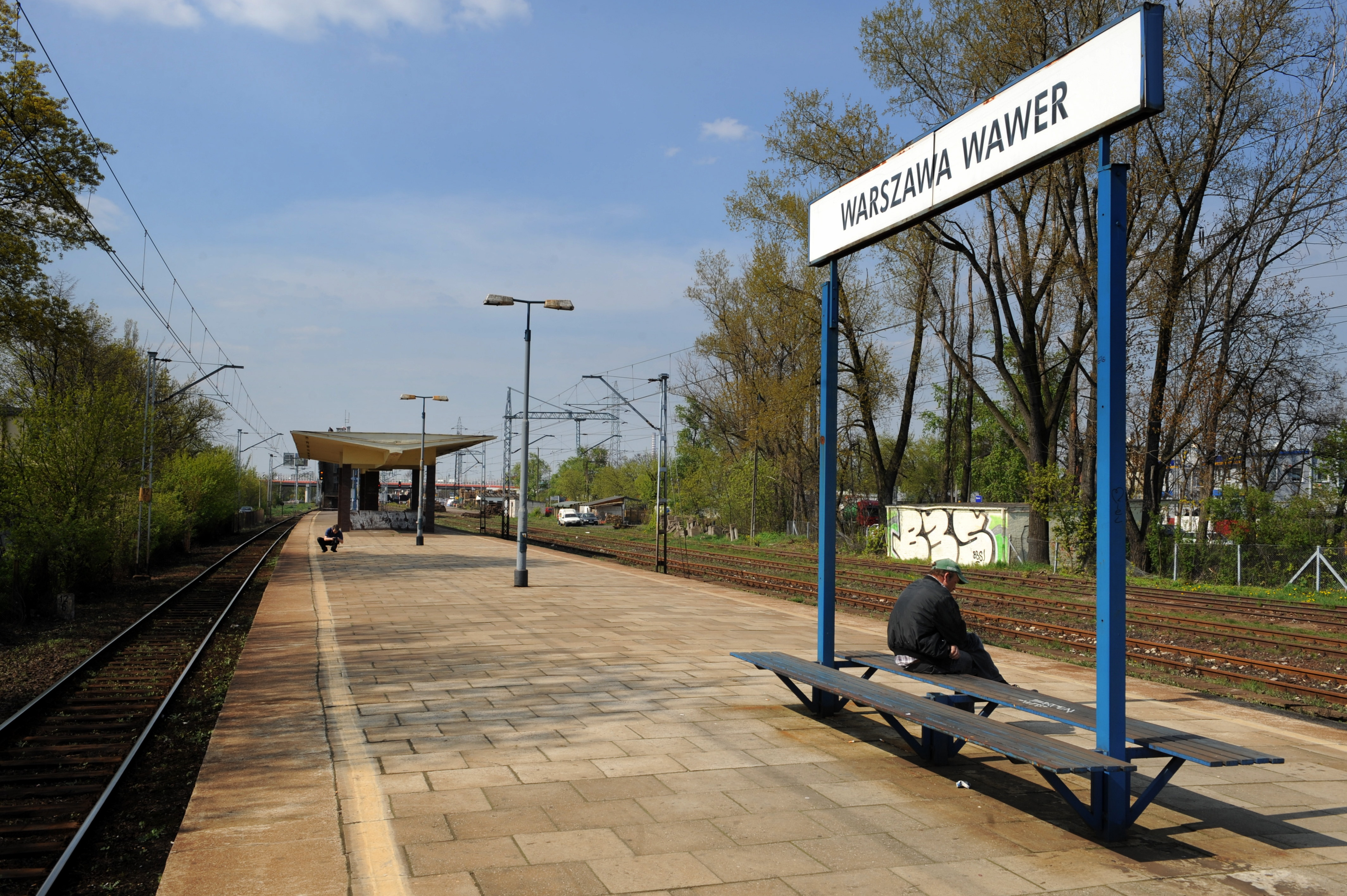
Peron stacji w kierunku Warszawy Wschodniej
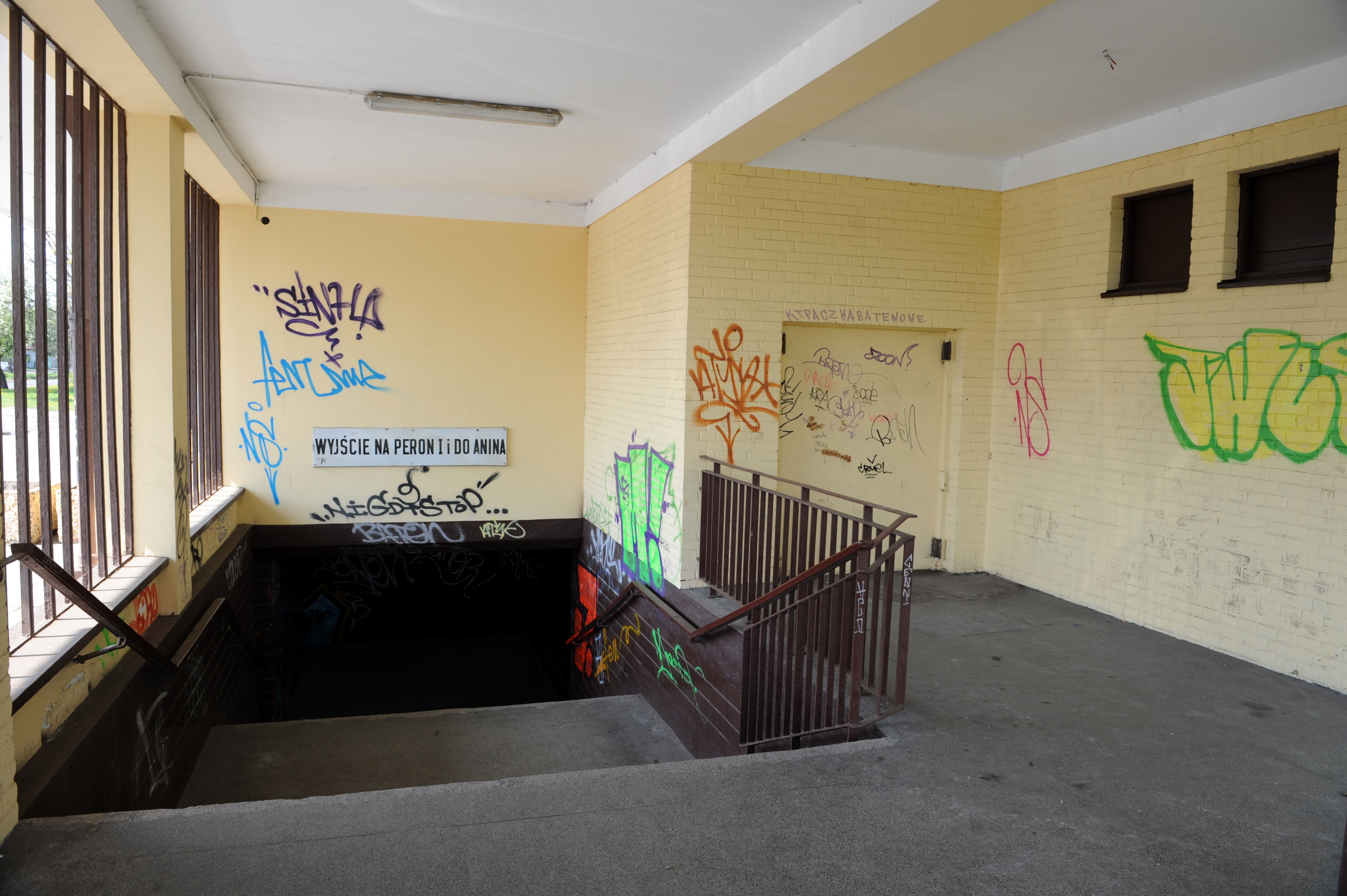
Zejście do przejścia podziemnego od ulicy Widocznej